# Portsloge
Portsloge ist Ortsteil und Bauerschaft der Gemeinde Edewecht im niedersächsischen Landkreis Ammerland.

## Lage
Portsloge liegt nördlich von Nord-Edewecht I. Nachbarorte sind im Norden und Westen Ekern (Gemeinde Bad Zwischenahn), im Osten schließt sich Kleefeld an.

## Geschichte

### Vorgeschichte
Eine Geröllkeule aus dem Gebiet der Tonkuhle am Hegekamp belegt die Anwesenheit von Menschen seit dem 5. Jahrtausend v. Chr. In einer von einigen Findlingen umgebenen Bodenerhöhung am Portsloger Fischteich vermuten Archäologen ein zerstörtes Großsteingrab der jüngeren Steinzeit (sog. „Pastorengrab“, ca. 3000 v. Chr., vgl. Beitrag Volkssagen Edewecht: "Vom Pastorengrab"). Aus der gleichen Epoche datieren auch ein Feuersteinbeil und eine Hammeraxt.

### Germanenzeit
Auf den trockeneren Eschböden des Ammerlandes sind um 500 n. Chr. Bauern aus dem Stamm der Chauken sesshaft, einige vermutlich auch im Gebiet des heutigen Portsloges. Zwischen 500 und 700 n. Chr. führt vermutlich ein Klimawandel zur Abwanderung der Bevölkerung und zur Verödung des Landes. Erst im späten 7. Jahrhundert setzt eine erneute Besiedlung durch Sachsen ein. Nach dem Sieg Karls des Großen über die Sachsen (785 n. Chr.) wird das Ammerland christianisiert und erhält eine Grafschaftsverfassung sowie die Zehntpflicht.

### Mittelalter
Um diese Zeit kommen Bauern aus Edewecht und die dortige Kirche in Besitz von Heidegebieten und den Waldungen im Gebiet des späteren Portsloges. Seitdem ist die Geschichte eng mit der Edewechts verknüpft. 1507 versagt das Oldenburger Kammergericht Ekerner Bauern die Nutzung des Eschhorner Weidegebietes, wodurch dieses Gebiet zum Gebiet des späteren Portsloge zugehörig wird. Mitte des 17. Jahrhunderts wird eine Strecke der „Oldenburgischen Landespost“ eingerichtet, die durch das Portsloger Waldgebiet (heutige Straßen „Espergöhlen“ und „Brannwisch“) und den Viehdamm Richtung Zwischenahn führt.

### 18. Jahrhundert: beschwerlicher Siedlungsbeginn
Die Besiedlung Portsloges beginnt ab 1782 am nördlichen Viehdamm (heute: Hof Brüntjen). Die große, Edewechter Hausleuten gehörende Heidefläche („Vieh“) wird nach 1800 parzelliert und Siedlungsinteressenten zur Erbpacht („Grundheuerstelle“) überlassen. So können hier in kurzer Zeit seit 1799 weitere Stellen besiedelt werden. Die ersten Landstellen am Viehdamm bestehen aus 2 ha Saatland beim Haus und einem etwa 2,5 ha großen Moorstück im Portsloger Moor (Wildenlohsmoor), der zur Brenntorfversorgung und Buchweizenanbau dient. Die Lebensumstände der Siedler sind schwer, Nebenerwerb unerlässlich. Daher müssen viele als Tagelöhner bei Edewechter Bauern oder saisonweise als Hollandgänger arbeiten. 1834 zählt Portsloge etwa 125 Einwohner, verteilt auf 24 Hofstellen. Bis etwa 1850 dehnt der Ort durch neue Grundheuer- und Köterstellen in Richtung Wildenlohsmoor entlang der heutigen Portsloger Straße aus, die Bevölkerung verdoppelt sich bis 1880 etwa (284 Einwohner, 51 Höfe). Ab der Mitte des 19. Jahrhunderts stagnierte das Wachstumaber, da mit Erreichen des „Brannwisch“ am Ostende Portsloges die besiedelbaren Flächen weitgehend erschöpft sind. Die Landwirtschaft kann nicht weiter ausgedehnt werden, die Erwerbsmöglichkeiten sinken. Es setzt eine Abwanderungswelle ein, in einigen Fällen bis in die USA.

### Das frühe 20. Jahrhundert: Steigender Wohlstand
Die Lebenssituation bessert sich erst wieder in den 70er Jahren des 19. Jahrhunderts, als große Infrastrukturmaßnahmen (Hunte-Ems-Kanal 1855 – 93, Eisenbahn Oldenburg – Leer 1869) vielen Portslogern nahegelegene Erwerbsmöglichkeit bieten. Ortsnah bietet ab 1896 die Ziegeleien „Lüers“ und „Bertram“ Arbeit. 

1871/’72 wird der Viehdamm mit Klinkersteinen befestigt. 1908 folgt die bis dahin unbefestigte Portsloger Straße, ab 1910 wird auch der östlich anschließende „Portsloger Damm“ befestigt. Er schafft die Verbindung zur neuen Kleefelder Moorkolonie und erleichtert auch den Weg zum Markt in Oldenburg.

An der Wende zum 20. Jahrhundert führen Mechanisierung und Kunstdünger zu landwirtschaftliche Aufschwung, was auch den Bau einer Portsloger Windmühle (1897) begünstigt. Kurz vor dem Ersten Weltkrieg wird Portsloge an das Elektrizitätsnetz angeschlossen. Seit 1912 durchquert die Edewechter Kleinbahn Portsloger Gebiet, auf den Straßen verkehren erste Fahrräder und Automobile. Zu dieser Zeit hat Portsloge 68 Häuser und seit 1913 auch eine eigene Volksschule.

### 1914 – 33: Erster Weltkrieg und Krisenzeiten
Der Erste Weltkrieg unterbricht diese ruhige Entwicklung. Viele Männer werden eingezogen, ab 1915 beginnen Rationierungen und eine Abgabepflicht für Vieh und Getreide. 20 Portsloger Soldaten fallen im Krieg. Die Bedingungen des als „Diktatfrieden“ empfundenen Versailler Vertrages bilden auch in Portsloge eine Wurzel des aufkommenden Nationalsozialismus. Reparationszahlungen und Inflation lassen das Wirtschaftsleben siechen. Auch daher erfolgen – als Arbeitsbeschaffung – zwischen 1925 und 1930 großflächige Waldholzungen am Brannwisch (etwa 70 – 80 Hektar).
Auf dem Höhepunkt der Weltwirtschaftskrise 1929 zählt man in Portsloge 350 Einwohner mit 73 Wohnhäusern. Es herrscht hohe Arbeitslosigkeit, die landwirtschaftlichen Preise sind durch Billigimporte unter starkem Druck und Pfändungen gehören zum Alltag.

### 1933 – 45: Nationalsozialismus und Kriegszerstörung
Nach Machtübernahme der Nationalsozialisten (1933) beseitigen populäre Arbeitsbeschaffungsmaßnahmen die Massenarbeitslosigkeit schrittweise, die Situation der Landwirtschaft bessert sich durch den Stopp der Importe und eine „Marktordnung“, später werden auch die Abnahmepreise wieder erhöht. Das öffentliche Leben Portsloges wird durch die zahlreichen Gliederungen der NSDAP „gleichgeschaltet“, Kinder und Jugendliche erhalten in der Hitlerjugend eine vormilitärische Ausbildung. Die Nachteile der Entwicklung sind nicht mehr offen auszusprechen. Die Wahnvorstellung eines „Übermenschen“ führt zur Zwangssterilisation einer blinden Bauerntochter aus Portsloge, eine Behinderte wird in die „Nervenheilanstalt“ Wehnen verschleppt, aus der sie nicht mehr zurückkehrt.

Am 1. Oktober 1938 wird das bis dahin zu Nord-Edewecht I gehörige Portsloge eigenständige Bauerschaft. Ein Jahr später befindet sich Deutschland wieder im Krieg. Einberufungen erfolgen, Kriegsgefangene und Zwangsarbeiter müssen in der Landwirtschaft aushelfen. Rationierungen werden wieder eingeführt, die Versorgungslage wird immer schlechter. Bei Kriegsende 1945 flieht die verbliebene Bevölkerung vor dem Artillerie- und Fliegerbeschuss der aus Edewecht herannahenden Front in die Moorgebiete. Portsloge wird schließlich von kanadischen Truppen von Osten über Epergöhlen / Brannwisch und westlich über den Viehdamm / Portsloger Straße befreit. Totalschäden (10 Wohnhäuser, 20 Wirtschaftsgebäude), schwere Zerstörungen (12 Häuser, 19 Wirtschaftsgebäude) und leicht beschädigte Gebäude (31 Häuser, 72 Wirtschaftsgebäude) zeichnen danach ein Bild der Verwüstung. Viele Einwohner stehen nach der Rückkehr vor dem Nichts.

### 1945 bis heute
Das Dorfbild der ersten Nachkriegszeit ist daher von 19 Holzbaracken geprägt, als Notunterkünfte der Ruinenopfer, aber auch für eintreffende Ostflüchtlinge. Da es noch Nahrungsmittel gibt, werden die Bauern von städtischen Hamsterern überlaufen. Auch in Portsloge blüht der Schwarzmarkt. Mit der Währungsreform 1948 verschwinden diese Provisorien schrittweise und werden durch massive Wohn- und Wirtschaftsgebäude ersetzt. Dabei geht auch vieles Erhaltenes verloren. Anfang der 50er Jahre kommt es zu ersten, vereinzelten Neuansiedlungen, um 1960 entsteht das erste geschlossene Wohngebiet „Am Walde“. In der Folgezeit entwickelt sich Portsloge stark durch weitere Neubaugebiete („Brannwisch“ 1986, „Scheelkenhof“ 1990, „Am Busch“ 1994, „östlich Viehdamm“ 1998, „Feldkamp“ 2000). Entsprechend wächst die Einwohnerzahl (1961: 605, 1970: 838, 1980: 1063, 2000: 1553, 2004: 1848). Die rasant wachsende Wohnbebauung zieht einen Strukturwandel nach sich: die Bedeutung der Landwirtschaft sinkt, die letzte Hofstelle wird 2000 ausgesiedelt. An ihre Stelle tritt z. T. die Baumschulwirtschaft.

## Namensherkunft
Der heutige Name Portsloge geht vermutlich aus einer älteren Flurbezeichnung „Butzloh“ (Karte der Edewechter Gemeinheiten, 1749) hervor. Die Endsilbe –lo (oder –loh) ist das altdeutsche Wort für Wald.

## Vereine
- Boßelerverein Frei Weg Portsloge e.V.
- Reit- und Fahrverein Edewecht-Portsloge
- Modellsportclub Oldenburg-Edewecht e.V.
- Schiffs-Modell-Club Bad Zwischenahn-Edewecht e.V.[2]